# 2019-es Formula–1 kanadai nagydíj
A kanadai nagydíj volt a 2019-es Formula–1 világbajnokság hetedik futama, amelyet 2019. június 7. és június 9. között rendeztek meg a Circuit Gilles Villeneuve versenypályán, Montréalban.

## Választható keverékek
| Abroncs                  | Friss | Használt |
| ------------------------ | ----- | -------- |
| Kemény keverék (C3)      |       |          |
| Közepes keverék (C4)     |       |          |
| Lágy keverék (C5)        |       |          |
| Intermediate keverék (I) |       |          |
| Esős keverék (W)         |       |          |

## Szabadedzések

### Első szabadedzés
A kanadai nagydíj első szabadedzését június 7-én, pénteken délelőtt tartották, magyar idő szerint 16:00-tól.
| helyezés | versenyző          | csapat/motor          | elért idő | különbség | futott kör |
| -------- | ------------------ | --------------------- | --------- | --------- | ---------- |
| 1        | Lewis Hamilton     | Mercedes              | 1:12,767  | −         | 31         |
| 2        | Valtteri Bottas    | Mercedes              | 1:12,914  | +0,147    | 25         |
| 3        | Charles Leclerc    | Ferrari               | 1:13,720  | +0,953    | 24         |
| 4        | Max Verstappen     | Red Bull-Honda        | 1:13,755  | +0,988    | 26         |
| 5        | Sebastian Vettel   | Ferrari               | 1:13,905  | +1,138    | 28         |
| 6        | Kimi Räikkönen     | Alfa Romeo-Ferrari    | 1:13,945  | +1,178    | 30         |
| 7        | Carlos Sainz Jr.   | McLaren-Renault       | 1:13,973  | +1,206    | 34         |
| 8        | Daniel Ricciardo   | Renault               | 1:14,123  | +1,356    | 31         |
| 9        | Sergio Pérez       | Racing Point-Mercedes | 1:14,172  | +1,405    | 31         |
| 10       | Kevin Magnussen    | Haas-Ferrari          | 1:14,202  | +1,435    | 32         |
| 11       | Lando Norris       | McLaren-Renault       | 1:14,246  | +1,479    | 33         |
| 12       | Nico Hülkenberg    | Renault               | 1:14,474  | +1,707    | 30         |
| 13       | Pierre Gasly       | Red Bull-Honda        | 1:14,570  | +1,803    | 27         |
| 14       | Antonio Giovinazzi | Alfa Romeo-Ferrari    | 1:14,582  | +1,815    | 17         |
| 15       | Romain Grosjean    | Haas-Ferrari          | 1:14,645  | +1,878    | 31         |
| 16       | Alexander Albon    | Toro Rosso-Honda      | 1:14,703  | +1,936    | 36         |
| 17       | Lance Stroll       | Racing Point-Mercedes | 1:14,812  | +2,045    | 32         |
| 18       | Danyiil Kvjat      | Toro Rosso-Honda      | 1:15,343  | +2,576    | 32         |
| 19       | George Russell     | Williams-Mercedes     | 1:15,989  | +3,222    | 29         |
| 20       | Nicholas Latifi    | Williams-Mercedes     | 1:16,199  | +3,432    | 33         |

### Második szabadedzés
A kanadai nagydíj második szabadedzését június 7-én, pénteken délután tartották, magyar idő szerint 20:00-tól.
| helyezés | versenyző          | csapat/motor          | elért idő | különbség | futott kör |
| -------- | ------------------ | --------------------- | --------- | --------- | ---------- |
| 1        | Charles Leclerc    | Ferrari               | 1:12,177  | −         | 39         |
| 2        | Sebastian Vettel   | Ferrari               | 1:12,251  | +0,074    | 38         |
| 3        | Valtteri Bottas    | Mercedes              | 1:12,311  | +0,134    | 46         |
| 4        | Carlos Sainz Jr.   | McLaren-Renault       | 1:12,553  | +0,376    | 45         |
| 5        | Kevin Magnussen    | Haas-Ferrari          | 1:12,935  | +0,758    | 41         |
| 6        | Lewis Hamilton     | Mercedes              | 1:12,938  | +0,761    | 8          |
| 7        | Sergio Pérez       | Racing Point-Mercedes | 1:13,003  | +0,826    | 39         |
| 8        | Daniel Ricciardo   | Renault               | 1:13,016  | +0,839    | 40         |
| 9        | Nico Hülkenberg    | Renault               | 1:13,168  | +0,991    | 42         |
| 10       | Lance Stroll       | Racing Point-Mercedes | 1:13,171  | +0,994    | 37         |
| 11       | Lando Norris       | McLaren-Renault       | 1:13,249  | +1,072    | 38         |
| 12       | Pierre Gasly       | Red Bull-Honda        | 1:13,345  | +1,168    | 38         |
| 13       | Max Verstappen     | Red Bull-Honda        | 1:13,388  | +1,211    | 22         |
| 14       | Alexander Albon    | Toro Rosso-Honda      | 1:13,436  | +1,259    | 45         |
| 15       | Danyiil Kvjat      | Toro Rosso-Honda      | 1:13,521  | +1,344    | 40         |
| 16       | Kimi Räikkönen     | Alfa Romeo-Ferrari    | 1:13,542  | +1,365    | 41         |
| 17       | Romain Grosjean    | Haas-Ferrari          | 1:13,598  | +1,421    | 39         |
| 18       | Antonio Giovinazzi | Alfa Romeo-Ferrari    | 1:14,870  | +2,693    | 16         |
| 19       | George Russell     | Williams-Mercedes     | 1:15,036  | +2,859    | 36         |
| 20       | Robert Kubica      | Williams-Mercedes     | 1:15,287  | +3,110    | 44         |

### Harmadik szabadedzés
A kanadai nagydíj harmadik szabadedzését június 8-án, szombaton délelőtt tartották, magyar idő szerint 17:00-tól.
| helyezés | versenyző          | csapat/motor          | elért idő  | különbség | futott kör |
| -------- | ------------------ | --------------------- | ---------- | --------- | ---------- |
| 1        | Sebastian Vettel   | Ferrari               | 1:10,843   | −         | 19         |
| 2        | Charles Leclerc    | Ferrari               | 1:10,982   | +0,139    | 17         |
| 3        | Lewis Hamilton     | Mercedes              | 1:11,236   | +0,393    | 20         |
| 4        | Valtteri Bottas    | Mercedes              | 1:11,531   | +0,688    | 19         |
| 5        | Max Verstappen     | Red Bull-Honda        | 1:11,842   | +0,999    | 15         |
| 6        | Pierre Gasly       | Red Bull-Honda        | 1:11,914   | +1,071    | 19         |
| 7        | Daniel Ricciardo   | Renault               | 1:12,045   | +1,202    | 16         |
| 8        | Lando Norris       | McLaren-Renault       | 1:12,154   | +1,311    | 17         |
| 9        | Sergio Pérez       | Racing Point-Mercedes | 1:12,175   | +1,332    | 17         |
| 10       | Danyiil Kvjat      | Toro Rosso-Honda      | 1:12,298   | +1,455    | 23         |
| 11       | Nico Hülkenberg    | Renault               | 1:12,305   | +1,462    | 17         |
| 12       | Kevin Magnussen    | Haas-Ferrari          | 1:12,337   | +1,494    | 17         |
| 13       | Carlos Sainz Jr.   | McLaren-Renault       | 1:12,399   | +1,556    | 21         |
| 14       | Alexander Albon    | Toro Rosso-Honda      | 1:12,423   | +1,580    | 20         |
| 15       | Antonio Giovinazzi | Alfa Romeo-Ferrari    | 1:12,627   | +1,784    | 24         |
| 16       | Kimi Räikkönen     | Alfa Romeo-Ferrari    | 1:12,708   | +1,865    | 19         |
| 17       | Romain Grosjean    | Haas-Ferrari          | 1:13,197   | +2,354    | 11         |
| 18       | George Russell     | Williams-Mercedes     | 1:13,966   | +3,123    | 17         |
| 19       | Robert Kubica      | Williams-Mercedes     | 1:14,426   | +3,583    | 24         |
| 20       | Lance Stroll       | Racing Point-Mercedes | idő nélkül | –         | 1          |

## Időmérő edzés
A kanadai nagydíj időmérő edzését június 8-án, szombaton futották, magyar idő szerint 20:00-tól.
| helyezés              | rajtszám | versenyző          | csapat/motor          | 1. rész  | 2. rész    | 3. rész    | rajthely   | futott kör |
| --------------------- | -------- | ------------------ | --------------------- | -------- | ---------- | ---------- | ---------- | ---------- |
| 1                     | 5        | Sebastian Vettel   | Ferrari               | 1:11,200 | 1:11,142   | 1:10,240   | 1          | 23         |
| 2                     | 44       | Lewis Hamilton     | Mercedes              | 1:11,518 | 1:11,010   | 1:10,446   | 2          | 22         |
| 3                     | 16       | Charles Leclerc    | Ferrari               | 1:11,214 | 1:11,205   | 1:10,920   | 3          | 23         |
| 4                     | 3        | Daniel Ricciardo   | Renault               | 1:11,837 | 1:11,532   | 1:11,071   | 4          | 20         |
| 5                     | 10       | Pierre Gasly       | Red Bull-Honda        | 1:12,023 | 1:11,196   | 1:11,079   | 5          | 17         |
| 6                     | 77       | Valtteri Bottas    | Mercedes              | 1:11,229 | 1:11,095   | 1:11,101   | 6          | 19         |
| 7                     | 27       | Nico Hülkenberg    | Renault               | 1:11,720 | 1:11,553   | 1:11,324   | 7          | 21         |
| 8                     | 4        | Lando Norris       | McLaren-Renault       | 1:11,780 | 1:11,735   | 1:11,863   | 8          | 20         |
| 9                     | 55       | Carlos Sainz Jr.   | McLaren-Renault       | 1:11,750 | 1:11,572   | 1:13,981   | 11[1]      | 19         |
| 10                    | 20       | Kevin Magnussen    | Haas-Ferrari          | 1:12,107 | 1:11,786   | idő nélkül | boxutca[2] | 15         |
| 11                    | 33       | Max Verstappen     | Red Bull-Honda        | 1:11,619 | 1:11,800   |            | 9          | 12         |
| 12                    | 26       | Danyiil Kvjat      | Toro Rosso-Honda      | 1:11,965 | 1:11,921   |            | 10         | 17         |
| 13                    | 99       | Antonio Giovinazzi | Alfa Romeo-Ferrari    | 1:12,122 | 1:12,136   |            | 12         | 16         |
| 14                    | 23       | Alexander Albon    | Toro Rosso-Honda      | 1:12,020 | 1:12,193   |            | 13         | 16         |
| 15                    | 8        | Romain Grosjean    | Haas-Ferrari          | 1:12,109 | idő nélkül |            | 14         | 15         |
| 16                    | 11       | Sergio Pérez       | Racing Point-Mercedes | 1:12,197 |            |            | 15         | 6          |
| 17                    | 7        | Kimi Räikkönen     | Alfa Romeo-Ferrari    | 1:12,230 |            |            | 16         | 10         |
| 18                    | 18       | Lance Stroll       | Racing Point-Mercedes | 1:12,266 |            |            | 17         | 9          |
| 19                    | 63       | George Russell     | Williams-Mercedes     | 1:13,617 |            |            | 18         | 10         |
| 20                    | 88       | Robert Kubica      | Williams-Mercedes     | 1:14,393 |            |            | 19         | 10         |
| 107%-os idő: 1:16,184 |          |                    |                       |          |            |            |            |            |

Megjegyzés:
- ↑ 1:  — Carlos Sainz Jr. 3 rajthelyes büntetést kapott, mert az időmérő edzés első szakaszában feltartotta Alexander Albont.[3]
- ↑ 2:  — Kevin Magnussen a Q2 végén összetörte az autóját, amelyen karosszériát kellett cserélni, ezért csak a boxutcából rajtolhatott el a futamon.[4]

## Futam
A kanadai nagydíj futama június 9-én, vasárnap rajtolt, magyar idő szerint 20:10-kor.
| helyezés | rajtszám | versenyző          | csapat/motor          | futott kör | idő/kiesés oka   | rajthely | Abroncs | pont  |
| -------- | -------- | ------------------ | --------------------- | ---------- | ---------------- | -------- | ------- | ----- |
| 1        | 44       | Lewis Hamilton     | Mercedes              | 70         | 1:29:07,084      | 2        |         | 25    |
| 2        | 5        | Sebastian Vettel   | Ferrari               | 70         | +3,658           | 1        |         | 18    |
| 3        | 16       | Charles Leclerc    | Ferrari               | 70         | +4,696           | 3        |         | 15    |
| 4        | 77       | Valtteri Bottas    | Mercedes              | 70         | +51,043          | 6        |         | 13[4] |
| 5        | 33       | Max Verstappen     | Red Bull-Honda        | 70         | +57,655          | 9        |         | 10    |
| 6        | 3        | Daniel Ricciardo   | Renault               | 69         | +1 kör           | 4        |         | 8     |
| 7        | 27       | Nico Hülkenberg    | Renault               | 69         | +1 kör           | 7        |         | 6     |
| 8        | 10       | Pierre Gasly       | Red Bull-Honda        | 69         | +1 kör           | 5        |         | 4     |
| 9        | 18       | Lance Stroll       | Racing Point-Mercedes | 69         | +1 kör           | 17       |         | 2     |
| 10       | 26       | Danyiil Kvjat      | Toro Rosso-Honda      | 69         | +1 kör           | 10       |         | 1     |
| 11       | 55       | Carlos Sainz Jr.   | McLaren-Renault       | 69         | +1 kör           | 11       |         |       |
| 12       | 11       | Sergio Pérez       | Racing Point-Mercedes | 69         | +1 kör           | 15       |         |       |
| 13       | 99       | Antonio Giovinazzi | Alfa Romeo-Ferrari    | 69         | +1 kör           | 12       |         |       |
| 14       | 8        | Romain Grosjean    | Haas-Ferrari          | 69         | +1 kör           | 14       |         |       |
| 15       | 7        | Kimi Räikkönen     | Alfa Romeo-Ferrari    | 69         | +1 kör           | 16       |         |       |
| 16       | 63       | George Russell     | Williams-Mercedes     | 68         | +2 kör           | 18       |         |       |
| 17       | 20       | Kevin Magnussen    | Haas-Ferrari          | 68         | +2 kör           | boxutca  |         |       |
| 18       | 88       | Robert Kubica      | Williams-Mercedes     | 67         | +3 kör           | 19       |         |       |
| ki       | 23       | Alexander Albon    | Toro Rosso-Honda      | 59         | baleseti sérülés | 13       |         |       |
| ki       | 4        | Lando Norris       | McLaren-Renault       | 8          | felfüggesztés    | 8        |         |       |

Megjegyzés:
- ↑ 4:  — Valtteri Bottas a helyezéséért járó pontok mellett a versenyben futott leggyorsabb körért további 1 pontot szerzett.

## A világbajnokság állása a verseny után
| H   | Versenyzők       | Pont | H   | Konstruktőrök             | Pont |
| --- | ---------------- | ---- | --- | ------------------------- | ---- |
| 1.  | Lewis Hamilton   | 162  | 1.  | Mercedes                  | 295  |
| 2.  | Valtteri Bottas  | 133  | 2.  | Ferrari                   | 172  |
| 3.  | Sebastian Vettel | 100  | 3.  | Red Bull-Honda            | 124  |
| 4.  | Max Verstappen   | 88   | 4.  | McLaren-Renault           | 30   |
| 5.  | Charles Leclerc  | 72   | 5.  | Renault                   | 28   |
| 6.  | Pierre Gasly     | 36   | 6.  | Racing Point-BWT Mercedes | 19   |
| 7.  | Carlos Sainz Jr. | 18   | 7.  | Toro Rosso-Honda          | 17   |
| 8.  | Daniel Ricciardo | 16   | 8.  | Haas-Ferrari              | 16   |
| 9.  | Kevin Magnussen  | 14   | 9.  | Alfa Romeo-Ferrari        | 13   |
| 10. | Sergio Pérez     | 13   | 10. | Williams-Mercedes         | 0    |

(A teljes táblázat)

## Statisztikák
- Vezető helyen:
  - Sebastian Vettel: 63 kör (1-25 és 33-70)
  - Lewis Hamilton: 2 kör (26-27)
  - Charles Leclerc: 5 kör (28-32)
- Sebastian Vettel 56. pole-pozíciója.
- Lewis Hamilton 78. futamgyőzelme.
- Valtteri Bottas 12. versenyben futott leggyorsabb köre.
- A Mercedes 94. futamgyőzelme.
- Lewis Hamilton 141., Sebastian Vettel 115., Charles Leclerc 2. dobogós helyezése.